# Ірена Понарошку
Ірена Понарошку (рос. Ирена Понарошку; *14 жовтня 1982, Новоуральськ) — російська телеведуча та модель, віджей телеканалу «MTV Росія».

## Біографія
Сама Понарошку на початку своєї телекар'єру стверджувала, що нібито є дочкою басиста польської групи «Червоні гітари» Яника Понарошку, сім'я якого втекла до СРСР після перемоги в Польщі в 1989 році політичного руху «Солідарність» . У 2005 році Понарошку наполягала (можливо, жартуючи) на цій версії: «Та це не псевдонім! Це польсько-угорська прізвище, начебто Фіранку та інших героїв з анекдотів про Штірліца. Її я успадкувала від свого батька-поляка Яника Понарошку. Він у мене музикант ... ». Однак у липні 2009 року в одному з інтерв'ю, уникаючи відповіді на питання про псевдонім, вона сказала, що її батьки «з академічного середовища», «мама —вчителька математики в середній школі», «тато — академік, професор математики, співробітник російської системи вищої освіти».
У 16 років пройшла кастинг та взяла участь у програмі «12 злісних глядачів» на каналі «MTV Росія». Після цього працювала асистентом одного з продюсерів. Пізніше стала вести передачі «Тотальне шоу», «Зведений чарт», «Нічний флірт», «Російська 10-ка», «Клініка Понарошку». Одночасно вела «Ранок на ТНТ» та «Зірка On-line» на телеканалі «Зірка». В даний час — ведуча програми «Понарошку Crazy News». Веде сатиричну світську колонку в щотижневому журналі «ОК!» І авторську рубрику «Ж-files» у чоловічому журналі «Maxim». З листопада 2009 року є однією з ведучих програми «Велике місто» на СТС.
Закінчила економічний факультет РУДН. Має дипломи перекладача англійської та французької мов.
У 2009 році вела екскурсію для учасників конкурсу «Євробачення». Планувалося, що Ірена Понарошку виступить з презентацією на форумі «Селігер-2009».
У листопаді 2009 року стала переможницею конкурсу «100 найсексуальніших жінок країни» за результатами голосування читачів російського видання журналу «Maxim».
В інтернеті редагує свій сайт ponaroshku.com [Архівовано 11 лютого 2012 у Wayback Machine.] (рекламуючи його в інтерв'ю), бере участь в роботі порталу FACE.ru (соціальна мережа). Веде програму «FACE.ru Відеоверсія».
Колумніст програми «Інфоманія» на СТС. 3 серпня 2010 року — ведуча програми «13 кінолаж».
31 березня 2011 року народила сина.